# Opaganib
Opaganib ist ein experimenteller Arzneistoff mit entzündungshemmenden (antiinflammatorischen), krebshemmenden (antineoplastischen) und antiviralen Eigenschaften. Der Wirkstoff aus der Gruppe der Sphingosinkinase-2-Hemmer wird zur Behandlung von Krebserkrankungen entwickelt. Auch die Behandlung von schwer an COVID-19 erkrankten Patienten könnte ein mögliches Einsatzgebiet sein.
Opaganib ist oral bioverfügbar. Chemisch handelt es sich um ein Aryladamantanderivat.

## Eigenschaften
Opaganib ist eine niedermolekulare Verbindung mit einem Adamantan-Strukturelement.
In vitro hemmt Opaganib kompetitiv und selektiv die Aktivität der Sphingosinkinase-2 (SK2). Die SK2 ist ein Enzym, das die Phosphorylierung von Sphingosin zu Sphingosin-1-phosphat (S1P) katalysiert. S1P ist ein wichtiges Gewebshormon (Second Messenger) mit Einfluss auf das Zellwachstum, die aktive Ortsveränderung von Zellen (Zellmigration) sowie die Zelldifferenzierung. S1P hemmt auch die Apoptose (programmierter Zelltod). Der Metabolismus von Sphingosin bzw. S1P ist an der Entstehung von Krebszellen und entzündlichen Erkrankungen beteiligt, weswegen dieser Stoffwechselweg molekulare Ziele für die Arzneimittelentwicklung bietet.
In Gewebekulturen unterdrückte Opaganib in einer Reihe von Tumorzelllinien die Proliferation und hemmte die Tumorzellmigration.

## Potentielle Anwendungsgebiete
Die Behandlung des fortgeschrittenen und inoperablen Gallengangskarzinoms wird in einer Phase-2-Studie untersucht. Für die Therapie von Gallengangskarzinomen wurde in den USA 2017 der Status als Orphan-Arzneimittel erteilt. Ferner wird die Wirksamkeit bei Prostatakrebs und multiplem Myelom geprüft.
Die Substanz wirkt in vitro auch stark antiviral gegen SARS-CoV-2. Das Pharmaunternehmen RedHill Biopharma hat den Arzneistoffkandidaten in einer Phase-2/3-Studie an hospitalisierten COVID-19-Patienten mit schwerer Lungenentzündung getestet. Die Studie ist abgeschlossen, jedoch noch nicht publiziert. Angaben des Unternehmens zufolge habe man die Datenpakete bei der europäischen Arzneimittel-Behörde EMA, der amerikanischen FDA und bei der britischen Behörde MHRA vorgelegt und befinde sich in laufenden Gesprächen über mögliche Wege zur Zulassung. In Norditalien wurde Opaganib Anfang 2020, in der Schweiz im März 2021 im Rahmen eines sogenannten Compassionate Use bei Covid-19-Patienten eingesetzt.

## Synthese
Eine Synthese ausgehend von Adamantan-1-carbonsäure ist in der Literatur beschrieben: Durch Umsetzung von Adamantan-1-carbonsäure mit Brom (Br2) wird 3-Bromadamantan-1-carbonsäure erhalten. Reaktion mit Chlorbenzol führt zur 3-(4-Chlorphenyl)adamantan-1-carbonsäure. Deren Umsetzung mit 1,1'-Carbonyldiimidazol ergibt ein Adamantancarbonylimidazol-Zwischenprodukt, das mit 4-(Aminomethyl)pyridin zu 3-(4-Chlorphenyl)-adamantan-1-carbonsäure(pyridin-4-ylmethyl)amid (ABC294640, Opaganib) reagiert.
Aus Opaganib kann durch Zugabe einer äquimolaren Menge Salzsäure das Hydrochloridsalz, Opaganibhydrochlorid, dargestellt werden. Opaganibhydrochlorid ist ein feinkristallines Pulver mit einem Schmelzpunkt von 204 bis 206 °C.

## Sonstiges
Die Entwicklung von Opaganib, die bei der US-amerikanischen Apogee Biotechnology Corp. begann, wird von dem israelischen Pharmaunternehmen Red Hill Biopharma betrieben.